# الأكاديمية العسكرية الأمريكية
الأكاديمية العسكرية الأمريكية (بالإنجليزية United States Military Academy (USMA)، وتسمى أيضاً «وست بوينت» نسبة للمنطقة التي توجد بها، هي مؤسسة فيدرالية أمريكية تختص بتدريس العلوم العسكرية للرجال والنساء على حد سواء. مدة الدراسة بها أربع سنوات، وتوجد في منطقة وست بوينت العسكرية الأمريكية بولاية نيويورك. وهي الأقدم بين الأكاديميات العسكرية الأمريكية الخمس؛ إذ تأسست سنة 1802.

## الموقع والمباني
تقع الأكاديمية على مرتفع من الأرض يطل على نهر هدسون، على بعد 50 ميلاً (80 كم) شمال مدينة نيويورك. وتعتبر الأكاديمية من المعالم التاريخية الأمريكية، حيث تضم مجموعة من المواقع والمباني والآثار التاريخية، ومعظم مباني الأكاديمية منشأة على الطراز الغوطي الجديد من الجرانيت الأسود والرمادي. وبالأكاديمية أقدم متحف عسكري أمريكي.

## شروط الانضمام للأكاديمية

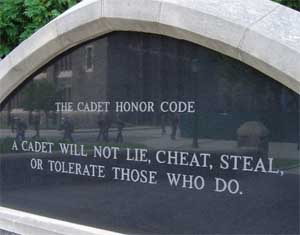
نصب منقوش عليه قانون الشرف للمتدربين

يلتحق الأفراد بالأكاديمية إما بالتقدم مباشرة إليها أو بترشيح من أحد أعضاء الكونغرس الأمريكي، ويدرس الطلبة بالأكاديمية تحت صفة «ضباط تحت التدريب»، وعلى نفقة الجيش الأمريكي بالكامل مقابل الالتزام بالخدمة العسكرية إجبارياً بمجرد التخرج. ويلتحق بالأكاديمية في ربيع كل عام حوالي 1300 متدرباً، ويتخرج فيها 1000 متدرب تقريباً في كل عام برتبة ملازم ثانٍ حاملين درجة البكالوريوس في العلوم العسكرية مع سيرة ذاتية تتضمن تقييم أداء المتدرب على أساس أدائه الأكاديمي ونزعته القيادية ومشاركته الإجبارية في الأنشطة الرياضية التنافسية. وينبغي أن يتحلى المتدرب بما يسمى «قانون الشرف للمتدربين» (بالإنجليزية: Cadet Honor Code)‏، وهو مجموعة من القوانين الأخلاقية التي تطبق على المتدربين في كل من الأكاديمية العسكرية الأمريكية وأكاديمية القوات الجوية الأمريكية، والتي تنص على أن «المتدرب يجب ألا يكذب أو يغش أو يسرق، أو يتسامح مع من يرتكب أياً من هذه الأشياء».
ونظراً لتاريخ الأكاديمية وتفردها، فقد أثرت أنظمتها على مؤسسات أخرى؛ فالأكاديمية العسكرية الأمريكية هي أول كلية أمريكية تتبع نظام خاتم الدفعة (أو خاتم التخرج) (بالإنجليزية)، وقد كان مقررها الدراسي في العلوم التقنية نموذجاً احتذته فيما بعد مدارس الهندسة. ولطلبة الأكاديمية نظام متفرد، فهم يقيمون جميعاً في الأكاديمية ويتناولون طعامهم فيها بشكل جماعي. وتشارك الأكاديمية في 15 من مسابقات الرجال، و9 من مسابقات النساء الرياضية التي ينظمها الاتحاد الوطني للرياضة للجامعات (بالإنجليزية: National Collegiate Athletic Association - NCAA)‏، حيث يشترك كل طالب في رياضة واحدة على الأقل، إما على المستوى الداخلي أو على مستوى المنافسات الجامعية، في كل فصل دراسي. وقد كان فريق الأكاديمية لكرة القدم الأمريكية فريقاً متفوقاً في هذه الرياضة في مطلع القرن العشرين وفي منتصفه؛ حيث فاز بثلاث بطولات وطنية. ويشار إلى خريجي الأكاديمية باسم «الطابور الرمادي الطويل» (بالإنجليزية: The Long Gray Line)‏، وقد ضم هذا الطابور إثنين من رؤساء الولايات المتحدة، والعديد من مشاهير الجنرالات و74 من حائزي ميدالية الشرف.

## التاريخ

### فترة الاحتلال البريطاني، والتأسيس، والسنوات الأولى

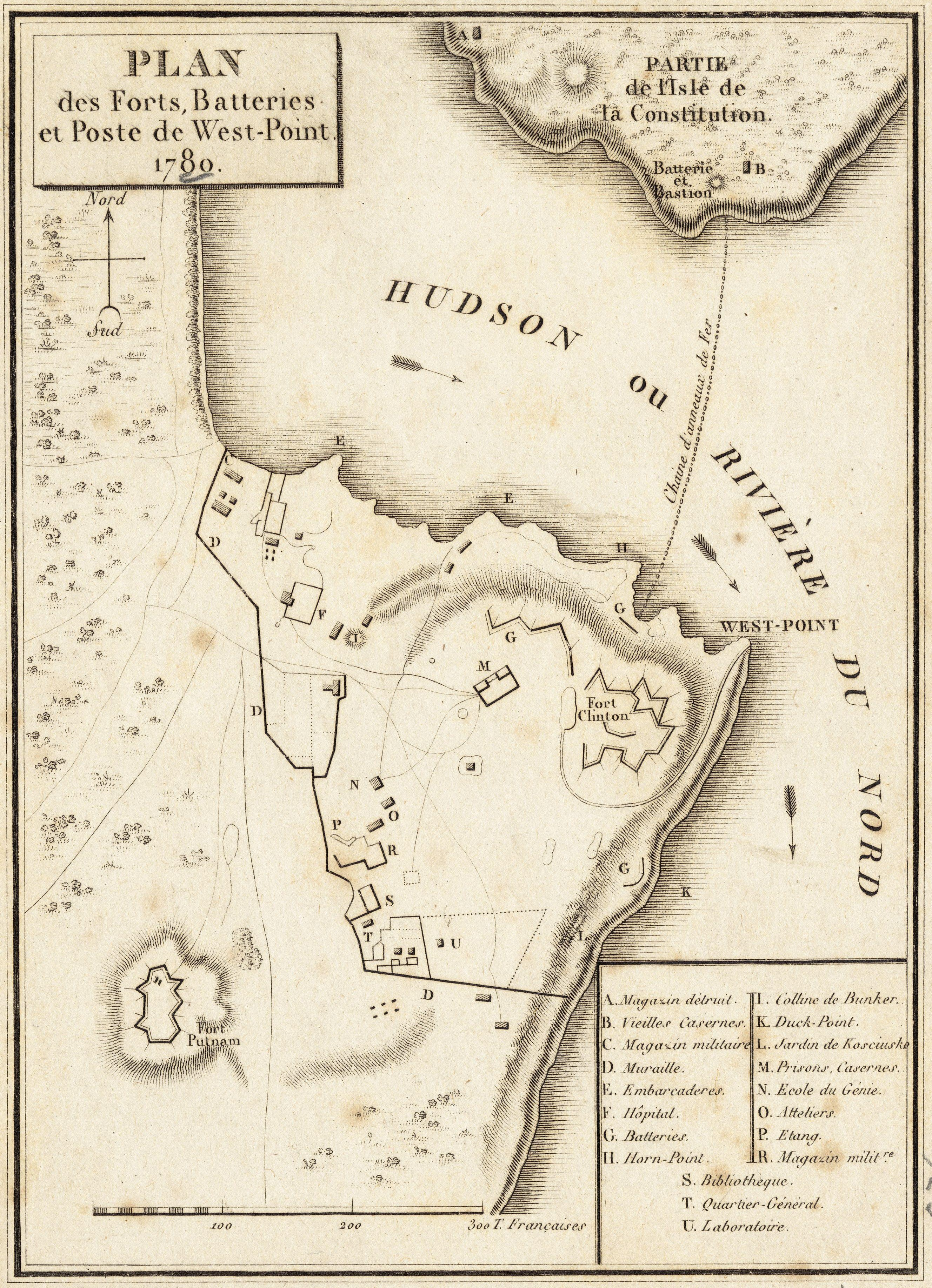
خريطة من عام 1780 تمثل الاستحكامات الدفاعية في موقع وست بوينت العسكري

تمكن جيش الثوار الأمريكي من احتلال موقع وست بوينت في 27 يناير 1778 أثناء حرب الاستقلال (1775 ـ 1783). وبين عامي 1778 و1780 أشرف المهندس البولندي والبطل العسكري تاديوش كوسيوسكو (بالبولندية Tadeusz Kościuszko) على تشييد الاستحكامات الدفاعية في الحصن. وقد مكنت السلسلة الضخمة والأرض المرتفعة التي تشرف على منحنى ضيق من نهر هدسون جيش الثورة الأمريكي من إعاقة تقدم السفن البريطانية في النهر. وقد خان قائد استحكامات وست بوينت بينيديكت أرنولد رفاقه وحاول بيع القلعة للبريطانيين. ولذلك تم تغيير اسم القلعة الرئيسية في وست وينت إلى «فورت كلينتون» (حصن كلينتون) بعد أن كانت تنسب إلى أرنولد قبل خيانته.
وقد أقر الكونغرس الأمريكي تأسيس وتمويل الأكاديمية العسكرية الأمريكية رسمياً في 16 مارس 1802، على الرغم من أن تدريب المتدربين على المدفعية والهندسة العسكرية كان يجري في القلعة منذ سنة 1794. وقد خرجت الأكاديمية أول خريجيها رسمياً في أكتوبر 1802 وهو جوزيف غاردنر سويفت، الذي عاد لاحقاً إلى الأكاديمية كمدير لها بين عامي 1812 و1814. وقد كانت السنوات الأولى للأكاديمية سنوات مضطربة لم تحدد فيها بدقة المعايير المطلوبة للانضمام إلى الأكاديمية ولا مدة الدراسة بها. وكانت أعمار المتدربين تتراوح بين 10 سنوات و37 سنة، وكانت مدة دراستهم تتراوح بين 6 شهور و6 سنوات. وقد دفع اقتراب حرب 1812 الكونغرس الأمريكي إلى وضع نظام أكثر دقة للأكاديمية وإلى رفع عدد المتدربين بها إلى 250 متدرباً.

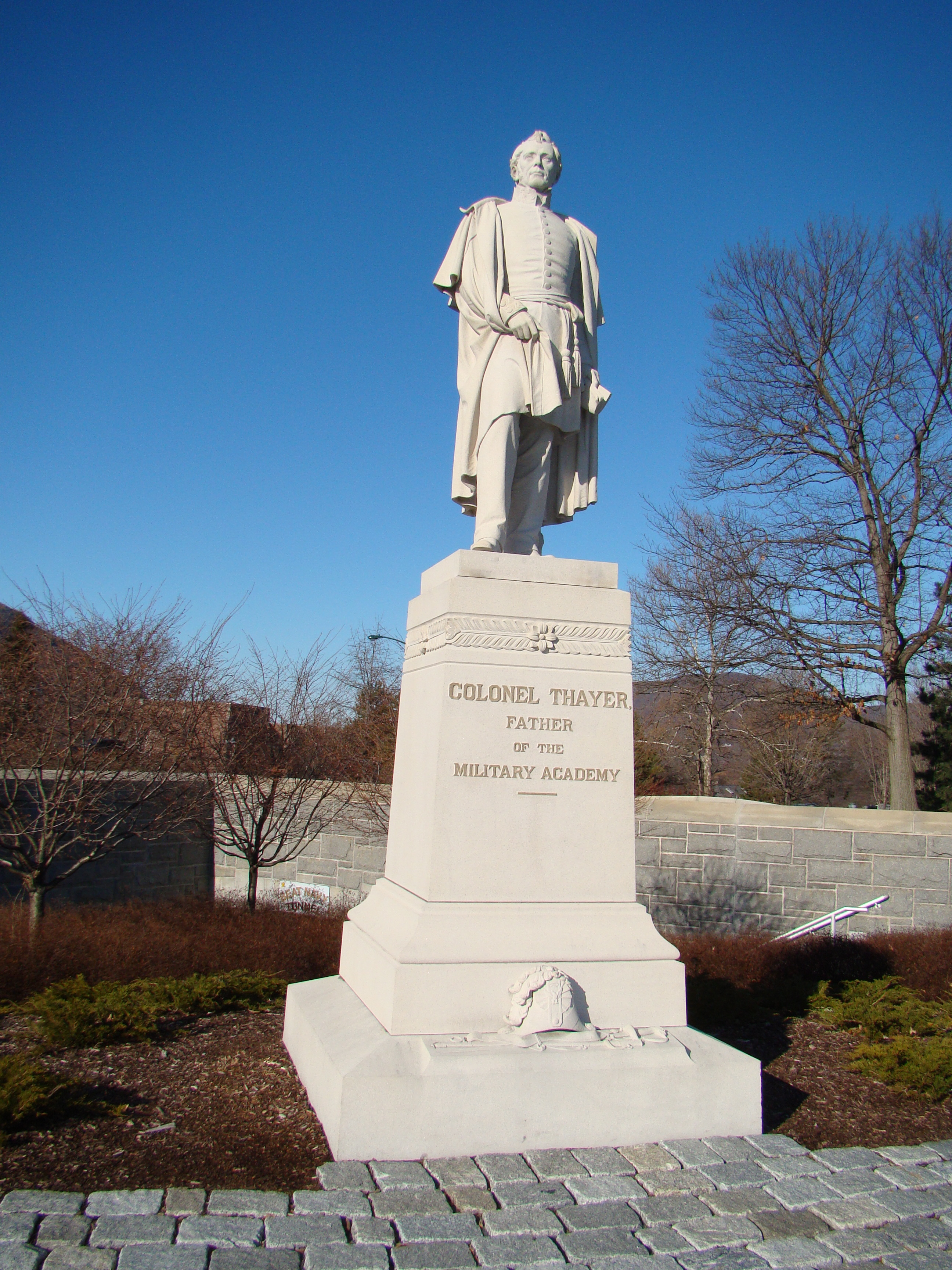
تمثال الكولونيل سيلفانوس ثاير بالأكاديمية العسكرية في وست بوينت

وفي سنة 1817 تولى الكولونيل سيلفانوس ثاير (بالإنجليزية: Colonel Sylvanus Thayer)‏ منصب مدير الأكاديمية، فقام بوضع المنهج الدراسي للأكاديمية (الذي ما يزال سارياً حتى اليوم). وقد طبق ثاير معايير انضباطية صارمة، ووضع منهاجاً معيارياً للدراسة الأكاديمية، وشدد على أهمية السلوك الحسن، ولذلك أطلق على ثاير لقب «أبو الأكاديمية العسكرية»، وتكريماً لاسمه واعترافاً بفضله الكبير على الأكاديمية أقيم له تمثال ما زال موجوداً حتى اليوم في الأكاديمية. وقد خرجت الأكاديمية العسكرية الأمريكية عدداً من المهندسين المرموقين الذين يرجع إليهم الفضل في إنشاء خطوط السكك الحديدية والجسور والموانئ والطرق؛ إذ ظلت الأكاديمية هي مدرسة الهندسة الوحيدة في الولايات المتحدة حتى أنشئ معهد رينسيلاير متعدد الفنون (البوليتكنيك) (بالإنجليزية: Rensselaer Polytechnic Institute)‏ سنة 1824. وقد دفع تميز منهج الأكاديمية في العلوم الهندسية جميع مدارس الهندسة الأمريكية التي أنشئت قبل الحرب الأهلية إلى اقتباس هذا المنهج.
وقد دفعت الحرب المكسيكية الأمريكية بالأكاديمية إلى بؤرة الأحداث بعد أن أثبت خريجوها مقدرتهم الحربية خلال تلك الحرب لأول مرة، وكان من بين هؤلاء يوليسيس جرانت وروبرت إدوارد لي (اللذان صارا فيما بعد من قادة الحرب الأهلية الأمريكية). وقد نال 452 من مجمل 523 خريجاً من خريجي الأكاديمية الذين شاركوا في الحرب المكسيكية الأمريكية ترقيات ومكافآت تقديراً لشجاعتهم.
وفي خمسينيات القرن التاسع عشر تسارعت عملية التحديث في الأكاديمية، وهي تلك العملية التي سماها خريجو الأكاديمية بـ «نهاية حقبة وست بونت القديمة»، فأدخلت إلى الثكنات أنظمة تدفئة وإضاءة حديثة بالغاز، كما أدخلت التقنيات المستحدثة في البنادق والأسلحة وتقنيات المحرك البخاري إلى العتاد الحربي والتدريب التكتيكي بالأكاديمية.
وقد تواجه خريجو الأكاديمية في الميدان عندما شاركوا في قيادة جيوش كلا الطرفين المتناحرين أثناء الحرب الأهلية؛ فمع اندلاع الحرب الأهلية احتل خريجو الأكاديمية مواقع القيادة في الجيشين المتناحرين: جيش الاتحاد (الشمالي) والجيش الكونفيدرالي (الجنوبي)، وخدم 294 خريجاً في رتبة جنرال بجيش الاتحاد، و151 خريجاً في رتبة جنرال في الجيش الكونفيدرالي. وقد قتل في أثناء تلك الحرب 105 من خريجي الأكاديمية (وهو ما يعادل 10 % من الخريجين الذين كانوا على قيد الحياة وقتها)، وجرح 151 آخرون (15 %). وقد كانت الأغلبية الساحقة من القادة المرموقين في تلك الحرب من خريجي وست بوينت، كما كان واحد من خريجي الأكاديمية على رأس أحد أو كلا الطرفين في جميع المعارك الستين للحرب الأهلية بلا استثناء.

### ما بعد الحرب الأهلية

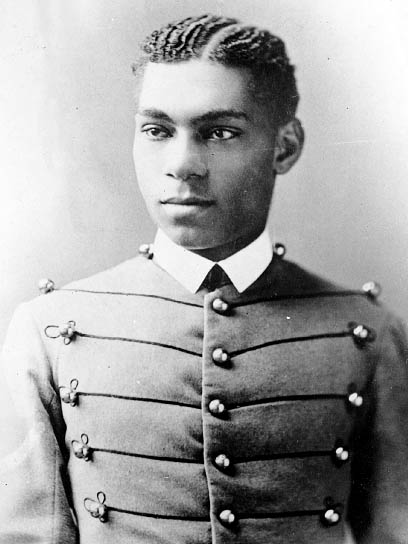
صورة لهنري فليبر ـ أول خريج أسود في الأكاديمية العسكرية الأمريكية ـ مرتدياً الزي الرسمي لمتدربي الأكاديمية

وبمجرد انتهاء الحرب الأهلية، ارتفعت أسهم الأكاديمية بشكل غير مسبوق نظراً لما قام به خريجوها من دور مؤثر في تلك الحرب. إلا أن فترة ما بعد الحرب كانت فترة عصيبة في تاريخ الأكاديمية، حيث صارعت الأكاديمية لإلحاق وإعادة إدماج أبناء الولايات الكونفيدرالية السابقة كمتدربين في الأكاديمية. وقد بدأت إعادة متدربي تلك الولايات الجنوبية إلى الأكاديمية في سنة 1868. وفي عام 1870 التحق بالأكاديمية أول متدرب أسود في تاريخها، وهو جيمس ويبستر سميث (بالإنجليزية: James Webster Smith)‏ (من ولاية كارولينا الجنوبية)، الذي عانى معاملة سيئة، ثم طرد من الأكاديمية ـ في ظروف محاطة بالشكوك وبدعوى تأخره أكاديمياً ـ سنة 1874. أما أول خريج أسود أتم دراسته بالأكاديمية فهو هنري فليبر (بالإنجليزية: Henry O. Flipper)‏ (من ولاية جورجيا) الذي تخرج سنة 1877 وكان ترتيبه الخمسون من بين 76 متدرباً. ومن أبرز خريجي تلك الفترة كل من جورج واشنطن غوثالز (بالإنجليزية: George Washington Goethals)‏ (كبير مهندسي قناة بنما) الذي تخرج سنة 1880، وجون بيرشنغ (بالإنجليزية: John J. Pershing)‏ (الذي حارب الثائر المكسيكي بانشو فيلا، كما قاد ـ فيما بعد ـ القوات الأمريكية خلال الحرب العالمية الأولى) وقد تخرج سنة 1886.
ومع الاحتياج إلى صغار الضباط أثناء الحرب الأمريكية الإسبانية قامت الأكاديمية بالتعجيل بتخريج دفعة 1899 للمشاركة في الحرب، كما حدث نفس الشيء بالنسبة لدفعة 1901 للمشاركة في الحرب الفلبينية الأمريكية. وقد دفع هذا الاحتياج المتزايد للضباط الكونغرس الأمريكي إلى اعتماد زيادة عدد المتدربين في الدفعة الواحدة إلى 481 متدرباً سنة 1900. وقد شهدت الأكاديمية في الفترة من 1900 إلى 1915 ازدهاراً معمارياً ملحوظاً بعد أن أعيد بناء معظم البنية التحتية القديمة لويست بوينت. وقد تخرج الكثير من مشاهير خريجي الأكاديمية خلال هذه الأعوام الخمسة عشر (1900 ـ 1915) ومنهم دوغلاس ماكارثر (1903) وجوزيف ستيلويل (1904) وهنري أرنولد (1907) وجورج باتون (1909) ودوايت أيزنهاور وعمر برادلي (وكلاهما تخرج سنة 1915). وتلقب دفعة سنة 1915 «بالدفعة التي سقطت عليها النجوم» إشارةً إلى كثرة عدد الجنرالات الذين خرجوا من تلك الدفعة (59 من أصل 164). ومع اشتعال أوار الحرب في أوروبا، ونظراً لأن مشاركة الولايات المتحدة الأمريكية في الحرب كانت وشيكة، فقد استبق الكونغرس الأمريكي ذلك بإصدار قرار سنة 1916 برفع عدد المتدربين بالأكاديمية إلى 1332 متدرباً. وقد تسببت مشاركة أمريكا في الحرب إلى زيادة الطلب على الضباط مما دفع الأكاديمية إلى تسريع تخريج الفرق من الثانية إلى الرابعة للوفاء بتلك المتطلبات. وبنهاية الحرب سنة 1918 لم يتبق في الأكاديمية إلا الطلبة المستجدون (الذين التحقوا بالأكاديمية في صيف 1918).
وفي سنة 1919 أصبح دوغلاس ماكارثر مديراً للأكاديمية، فأدخل إصلاحات شاملة على العملية الأكاديمية، ومنها زيادة الاهتمام بدراسة التاريخ والإنسانيات. كما أحدث تغييرات كبيرة في نظام التدريب وأشرف على تشكيل لجنة شرف المتدربين (بالإنجليزية: Cadet Honor Committee)‏ سنة 1922. وقد شجع ماكارثر الأنشطة الرياضية في الكلية بقوة، وينسب إليه القول بأنه «في ميدان الصراع الودي تنمو البذور التي سوف تثمر ـ ذات يوم ـ ثمار النصر في ميادين أخرى». وقد أجيزت أكاديمية وست بوينت رسمياً للمرة الأولى سنة 1925، وبدأت في منح درجة البكالوريوس في العلوم لجميع خريجيها سنة 1933. وفي سنة 1935 أصبح عدد المتدربين المصرح به للأكاديمية 1960 متدرباً.

## الحرب العالمية الثانية والحرب الباردة

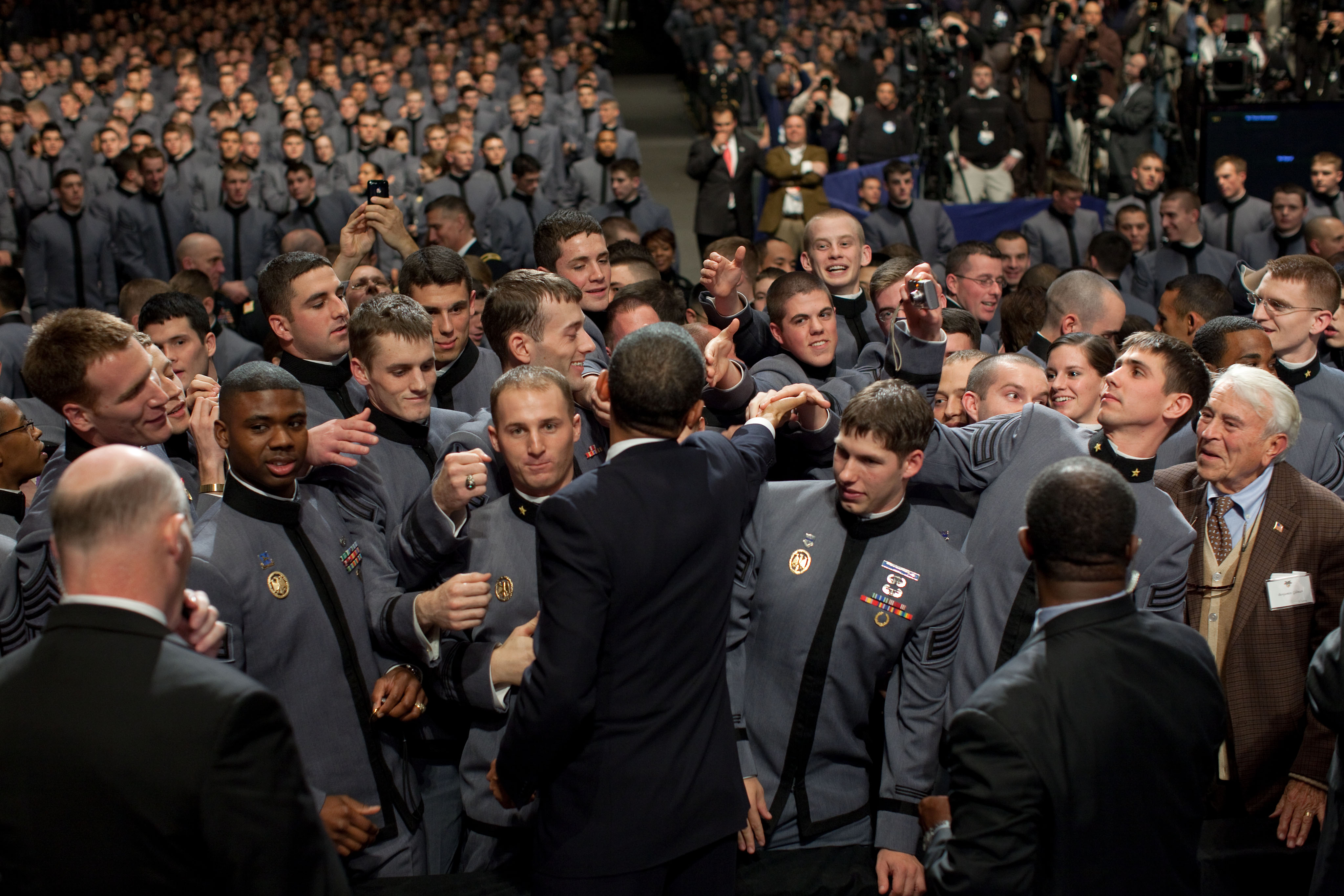
باراك أوباما يحيّ الطلاب في وست بوينت

عندما اندلعت الحرب العالمية الثانية في أوروبا، قرر الكونغرس الأمريكي زيادة عدد المتدربين بالأكاديمية إلى 2496 متدرباً سنة 1942، كما قرر تسريع عملية تخريج المتدربين، فتخرجت دفعة 1943 في يناير 1943، قبل موعدها بستة أشهر كاملة، كما تخرجت الدفعة التالية بعد ثلاث سنوات فقط من التدريب، ولملاحقة هذا التخريج السريع للدفعات، نقل التدري الصيفي إلى قطعة أرض خصصت للأكاديمية حديثاً جنوب غرب الموقع الأصلي، وهي المنطقة التي بني عليها «كامب بوكنر» فيما بعد. وقد لعبت الأكاديمية العسكرية الأمريكية دوراً محورياً في الحرب العالمية الثانية؛ إذ كان أربعة من كل خمسة جنرالات من قادة الجيش الأمريكي في الحرب العالمية الثانية من بين خريجيها، وقتل في المعارك حوالي 500 ضابط من خريجيها. وعقب الحرب العالمية الثانية مباشرة، أصبح ماكسويل تايلور (خريج دفعة 1922) مديراً للأكاديمية، فقام بتحديث البرنامج الأكاديمي وألغى ما رأى أنه من مخلفات الماضي مثل المبارزة والفروسية.
بخلاف الصراعات والحروب السابقة، لم تعرقل الحرب الكورية سير جداول الصفوف النهائية بالاكاديمية. فقد مثَل خريجي الأكاديمية أكثر من نصف القيادات بالجيش وقت الحرب. ونتيجة لذلك لقي 157 من الطلبة الخريجيين حتفهم أثناء هذه الحرب. أما جريسون هولت ديفدسون فقد شغل منصب المراقب بالأكاديمية عام 1956 وعلى هذا الأساس وضع إصلاحات عدة نذكر منها؛ إدخال تحسينات خاصة بشروط القبول بالأكاديمية، وتغيير المناهج الدراسية لتتضمن أجزاء اختيارية، وكذلك رفع معايير الدرجة العلمية الواجب توافرها لدى المعلمين بالأكاديمية. وعلى هذا المنوال شهِدت الستينات إزديادا في أعداد الفَيْلقات لتصل إلى 4400 طالب عسكري، في حين توسعت الثكنات وأشكال الدعم الأكاديمي لتناسب ذلك. لم تكن الويست بوينت إستثناءا مما أصاب المجتمع الأمريكي من ثوران وقت حرب الفيتنام.
كما شهِد عام 1968 التحاق أول امرأة بالكُلية وسط جدل كبير إذ تعد الأكاديمية مؤسسة ذكورية بشكل كُلي حينها. ويُذكر أن الجيش منح أول شهادة إعفاء شريف له إلى أحد خريجي الأكاديمية عام 1971 حيث إدعى صفة المستنكف ضميرياً. من ناحية أخرى حاولت الأكاديمية جاهدة بل صارعت كي تجذب الطلاب لملأ القاعات بها إذ قاد الخريجيين فرق كبيرة العدد بجنوب شرق أسيا حيث تُوفي 333 فرد منهم.

## العصر الحديث
تلى إتفاقيات باريس للسلام عام 1973 التي أنهت التدخُل الأميركي في فيتنام، تلاشي وصمة الأضطرابات التي سادت في فترة سابقة لذلك، ومن ثّم عادت الفائدة على الويست بوينت حيث زادت معدلات الألتحاق بها. كما أعلنت الويست بوينت أول 119 طالب عسكري بها من الإناث عام 1976 بعدما أقر الكونغرس الأمريكي بحق الإناث في الالتحاق بأكاديميات الخدمة الأتحادية عام 1975. وفي الوقت الحالي تشكل الإناث ما يقارب 15% من إجمالي الطلاب الجُدد. وفي عام 1989 كانت كريستين بيكر أول سيدة تحصل على رتبة نقيب وهي أعلى رتبة يحصل عليها طالب بصف التخرج بالأكاديمية، لذلك يوجد لها تمثالاً بالمتحف الحربي. يوجد كذلك ثلاث أخريات عُينوا بالمنصب عينه (نقيب), هن: جريس تشونج عام 2003، وستيفاني هيغتاور عام 2005، وليندسي دانيلاك عام 2013. وعلى صعيد متصل كانت ريبيكا ماريور أول طالبة أكاديمية تلقي كلمة في حفل التخرج عام 1995. أما ريبيكا إستيفنس هالستيد الملتحقة بصف عام 1981 كانت أول طالبة تتخرج في الويست بوينت تحصل على رتبة فريق أول وذلك عام 2005. كذلك أصبحت فينسنت برووكس أول أمريكية أفريقية تحصل على رتبة نقيب وذلك عام 1980.

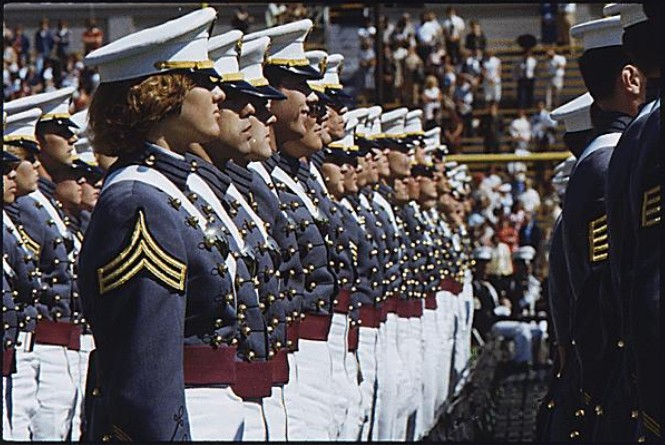
الخريجات الأوائل عام 1980

بحلول عام 1985 أصبح للطلاب بالأكاديمية الصلاحية الكاملة في تأكيد أو أختيار اختصاص أكاديمي محدد؛ فقد مُنِح كل الخريجيين السابقين درجة البكالوريوس في العلوم. وبعد مرور خمس سنوات تم تنقيح نظام الصف الرابع فأصبح نظام تطوير ريادة الطالب هو المرشد لتطوير الصفوف الأربعة جمعاء. ويُذكر أن صف 1990 أول من وضع لواء وحاسوب إلزامي لكل طالب بالصف في بداية العام الدراسي للمتقدمين الجُدد المعروف بالقمة 248 إس إكس. وعليه تُعد الأكاديمية من مستخدمي ومتبني الأنترنت في فترة نصف التسعسنات، كما عُرفت بكونها الحرم الأكثر إتصالا بالأنترنت بين أمثاله بالولاية.
وقتما كانت الحرب الباردة في أوج ذوروتها في أكتوبر 1987 قام الرئيس رونالد ريغان بزيارة إلى الأكاديمية وألقى خلالها كلمة عن انتهاء إمبراطورية الشر.
أثناء حرب الخليج، كان الفريق أول شوارسكبف، المتخرج في الأكاديمية الأميريكة العسكرية، هو قائد قوات الحلفاء، وبالعراق كان كل من الفريق أول بيتريوس وأوردينو وكلاهما أميريكي بصف التخرج، وكذلك بأفغانستان تقاعد كل من الفريق أول إستانلي ماكريستال والفريق أول ديفيد رودريجوز؛ وكلاهما تخرج في الأكاديمية أيضا. فيما يعقب أحداث 11 سبتمبر، زادت طلبات الألتحاق بالأكاديمية بشكل مفاجئ، كما زادت احتياطات الأمن داخل الحرم، وكذلك عُدِل المنهج الدراسي ليشمل دورة تدريبية عن مواجهة الأرهاب والتدريبات العسكرية بمحيطات يتواجد بها المدنيين. قُتِل أحد خريجي الأكاديمية خلال هجوم 11\9 الإرهابي، ولقي تسعون أخرون حتفهم إثر عمليات إرهابية بإفغانستان، والعراق، وخلال الحرب العالمية ضد الإرهاب. وقد لُقِب صف عام 2005 بصف 11\9 حيث وقع الهجوم أثناء العام الأول لهذا الصف بالأكاديمية، وكذلك تخرج منهم 911 طالب. عام 2008 أٌدخِلت المصطلحات المحايدة جنسيا إلى «الكلية الأم» بالويست بوينت وكذلك الفَيْلقات؛ فتبدلت عبارة «رجال الفَيْلقات» بـ «رُتب الفَيْلقات» على سبيل المثال. وفي ديسمبر 2009 ألقى الرئيس باراك أوباما كلمة هامة بمسرح إيزنسهاور هول وضح خلالها سياسته تجاه نشر 30000 جندي إضافي بأفغانستان كما وضع جدول زمني لأنسحابهم مرة أخرى. ألقى الرئيس باراك أوباما أيضا خطابا لأفتتاح حفل التخرج عام 2014.

## الحرم الجامعي

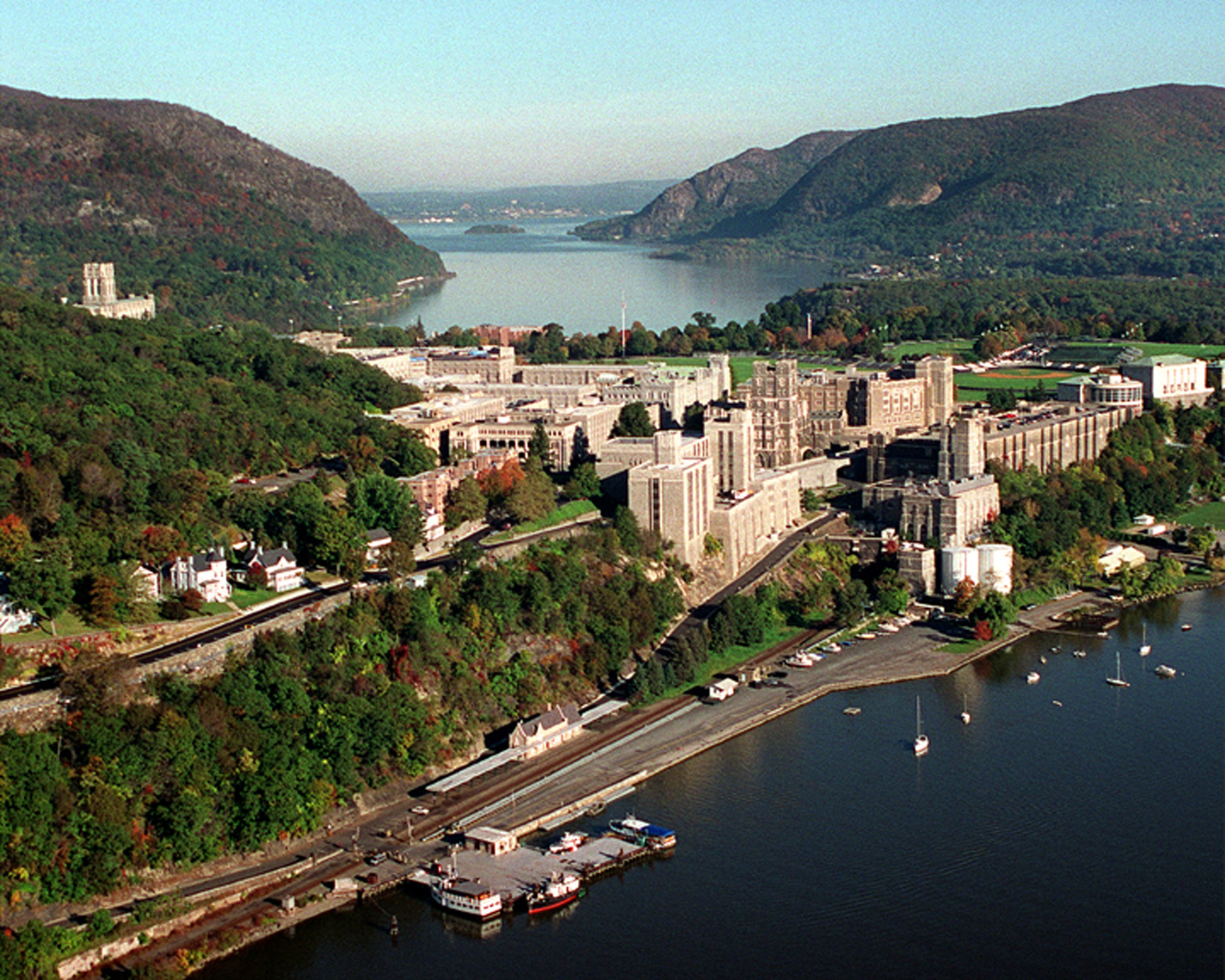
يطل الحرم الجامعي المركزي شمالا

تقع الأكاديمية على بعد 50 ميل (80 كم) من مدينة نيويورك، تحديدا على الضفة الغربية لنهر هادسون. تعتبر الويست بوينت في نيويورك منطقة عسكرية فيدرالية تقع تحديدا بمقاطعة أورانج، مجاورة لهايلاند فالس. ونظرا لأهمية أنقاض حرب الأستقلال وكذلك أهمية الأكاديمية العسكرية ذاتها، أُعلِنت مساحة كبيرة من الأكاديمية مَعْلَم تاريخي قومي عام 1960. ويذكر أنه في عام 1841 قام تشارلز ديكنز بزيارة الأكاديمة وقال «لا يمكنني التواجد بأرض أكثر عظمة من هذه، وأن أي أرض بالكاد يمكنها أن تحظي بجمال مماثل لهذه الرقعة.»  هو مَعْلَم يعد من أكثر الأماكن زيارة، كما أنه يطل على أكثر المناطق الخلابة بامتداد نهر هادسون شمالا حيث تروفي بوينت Trophy Point، وكذلك يحوي المكان غنائم الحروب القديمة ولاسيما المدافع، كما يوجد به نصب المعركة الذي صممه ستانفورد وايت؛ Battle Monument. وعلى الرغم من أن المساحة العسكرية بالأكاديمية مُقدرة بـ 15974 فدان أي ما يعادل 65 كم مربع، يستطيع الطلبة والزوار الوصول إلي المنطقة الأكاديمية المعروفة بالمنطقة المركزية أو منطقة الطلاب العسكريين سيراً على الأقدام.

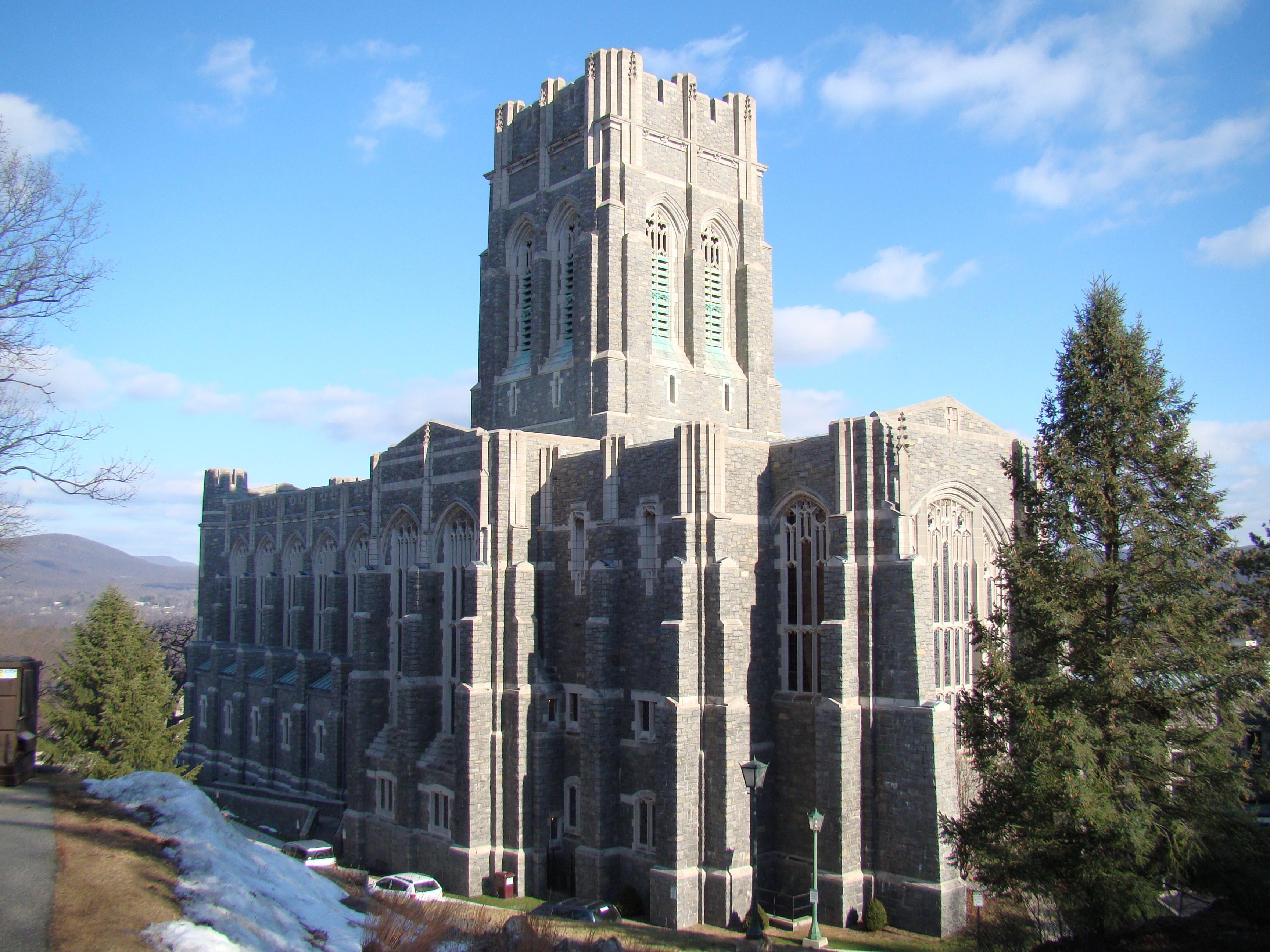
كنيسة الطلاب

عام 1902، نجحت شركة الهندسة المعمارية بوسطن كرام، غودهو، وفيرغسون في الحصول على عقد بناء وتشييد وضعت على أساسه نمط العمارة القوطية الجديدة الذي لا يزال سائدا حتي اليوم. لذلك نجد العديد من مباني الحرم المركزي عام 1910 مُصممة على هذا الطراز، ويمثل ذلك كنيسة الطلاب. شُيدت كل الأبنية تقريبا من الغرانيت ذات التدرُج الرمادي والأسود. غير أن الثكنات التي تم بناؤها في ستينات القرن الماضي صُممت على نحو يحاكي الطراز السالف ذكره. على نحو آخر المباني القديمة بالأكاديمية ولا سيما المساكن الخاصة بأعضاء هيئة التدريس صُممت وتم بناؤها وفقا إما للطراز الفيدرالي، أو الطراز الجورجي، أو الطراز تيودور الأنجليزي. بالأضافة إلى ذلك صُمم عدد قليل من الأبنية وفقا للطراز الكلاسيكي الجديد، قاعة الكولوم وكنيسة الطلاب القديمة يمثلان هذا الطراز.

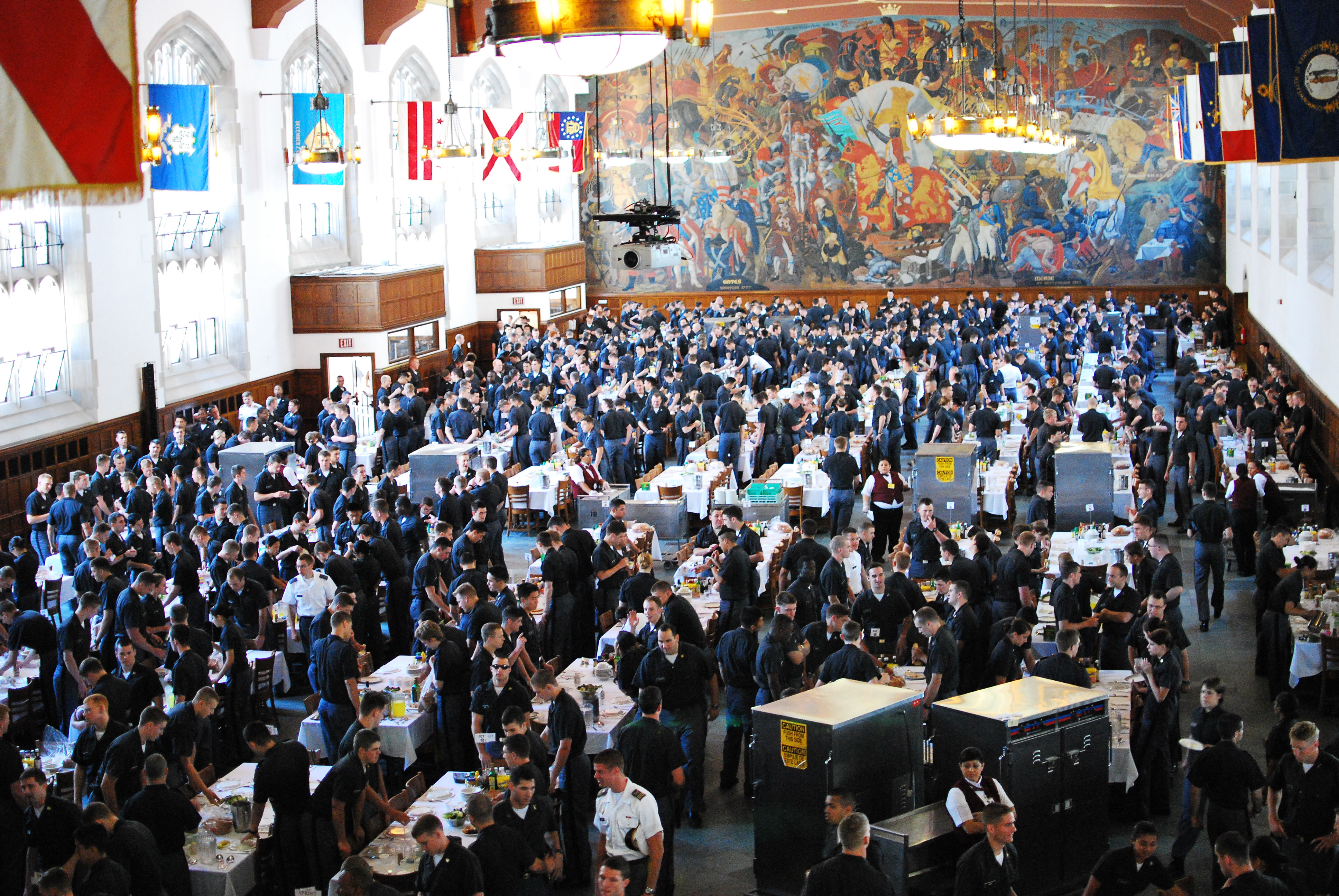
أحد أجنحة قاعة واشنطن الستة وقت الغداء

تعتبر أرض الأكاديمية موطن للعديد من النُصُب التذكارية والتماثيل. يوجد العدد الأكبر من هذه النُصُب بساحة العرض العسكري، أرض منبسطة مخصصة لإقامة العروض العسكرية عليها، فتضم نُصُب واشنطن، ونُصُب سيلفانس ثاير، ونُصُب إيزنهاور، ونُصُب دوغلاس ماكارثر، ونُصُب تاديوش كوسيوسكو، ونُصُب سيدجويك. وُضِع نُصُب جورج باتون في بادئ الأمر أمام مكتبة الطلاب عام 1950. لكن في عام 2004 تم نقله إلى المخزن لإفساح المجال لبناء قاعة جيفرسون. بمجرد الأنتهاء من بناء قاعة جيفرسون تم إعادة وضع تمثال باتون وعرضه بمكان مؤقت في الخامس عشر من شهر مايو 2009، وسيظل بموضعه هذا لحين الأنتهاء من أعمال الإصلاح بمكتبة الطلاب القديمة وقاعة بارتليت. ويوجد أيضا تمثال لإحياء الأخوة والصداقة إهداء من مدرسة الفنون التطبيقية، وتم وضعه في منطقة الحرم المركزي خارج قاعة نينجير Nininger. أما منطقة الحرم المتبقية تضم 27 نُصُب تذكاري وتماثيل أخرى.

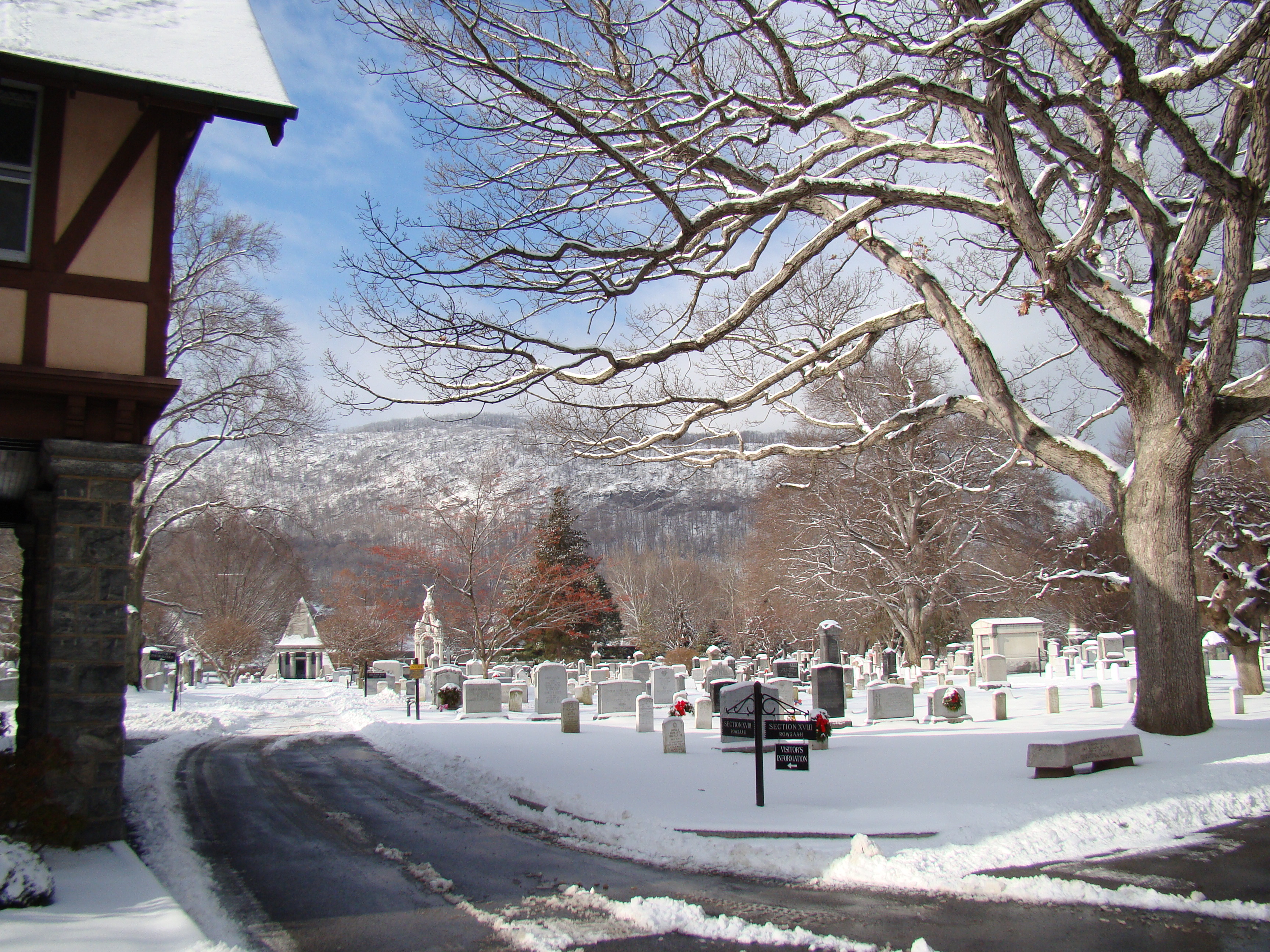
مقبرة الويست بوينت

مقبرة الويست بوينت هي المثوى الأخير لعديد من خريجي الأكاديمية وأعضاء هيئة التدريس؛ منهم على سبيل المثال: جورج أرمرسترونج كاستر، ووينفيلد إسكود، وويليام ويستمورلاند، وإيرل بليك، وماجي ديكسون، وستة عشر آخرون حاصلين على وسام الشرف. دُفن أيضا بها خريجي الأكاديمية الجُدد ممن لقوا مصرعهم أثناء حربي العراق وأفغانستان. وتختلف المقابر الأقدم حيث أن شواهد القبوربها كبيرة ومزخرفة، وقد كان أكبرها من نصيب إيجبيرت فيلي الذي تخرج في الأكاديمية عام 1947، كما أنه رئيس مهندسين بروسبكت بارك في بروكلين. المقبرة أيضا موطنا لنُصُب تذكاري لمارجريت كوربين، بطلة حرب الأستقلال.
تضم المنطقة العسكرية بالأكاديمية مصنع الويست بوينت لصك العملة، وهو واحد من أنشط أربعة مرافق إنتاج وصك العملة بالولايات المتحدة.

## المنشآت الرياضية
يوجد بالويست بوينت أيضا العديد من المنشآت الرياضية التاريخية مثل ستاد ميتشي، وجيليس فيلد هاوس (ملعب كرة طائرة). كما يوجد منشآت حديثة مثل مركز يشتنبرج للتنس، ومجمع أندرسون للرُّكْبِي، ومبنى لو جروس للجمباز. خضع ستاد ميتشي مؤخرا لأعمال إصلاح كبيرة خاصة بفريق كرة القدم، كما عززت الأكاديمية أرض الملعب بطبقة حشائش صناعية جديدة في صيف 2008. يوجد بالأكاديمة أيضا ملعبا للجولف، ومنحدر للتزلج خاصين بها، ويقعان على الحافة الشمالية الغربية للحرم الجامعي خارج مدخل واشنطن.

## متحف الويست بوينت
يوجد مركز الزائرين خارج مدخل ثاير بمقاطعة هايلاند فالس، ويقوم هذا المركز بتنظيم جوالات إرشادية للزائرين. هذه الجولات هي الطريقة الأمثل التي يستطيع من خلالها العامة دخول الأكاديمية. يوجد متحف الويست بوينت بجاور مركز الزائرين مباشرة، بساحة أولمستد التي تم تجديدها ونقلها إلى أرض كلية ليدي كلِف السابقة. تم افتتاح المتحف أول مرة للعامة عام 1854، وهو أقدم متحف حربي بالدولة. خلال أشهر الصيف ينظم المتحف جولات إلى الموقع التاريخي المعروف بالفورت بوتنام Fort Putnam. كما يمنح الصلاحية للزائرين بدخول الكونستيتيوشن أيلند Constitution Island ذات ال 282 فدان. وتعد أكثر معروضات المتحف شهرة: مسدسات جورج واشنطن، الرئيس الأمريكي الراحل، وسيف نابوليون بونابارت، وخنجر كان يحمله هيرمان غورينغ عندما وقع في الأسر، ومسدس ترجع ملكيته إلى غورينغ، وكتاب مطلي بالفضة فام كل من تشارلز لندبرغ، وهربرت هوفر، وموسوليني...إلخ بتوقيعه. ولعل أكثر محتويات المتحف قيمة، مسدس أدولف هتلر المطلي بالذهب.

## الإدارة

### قيادة الأكاديمية

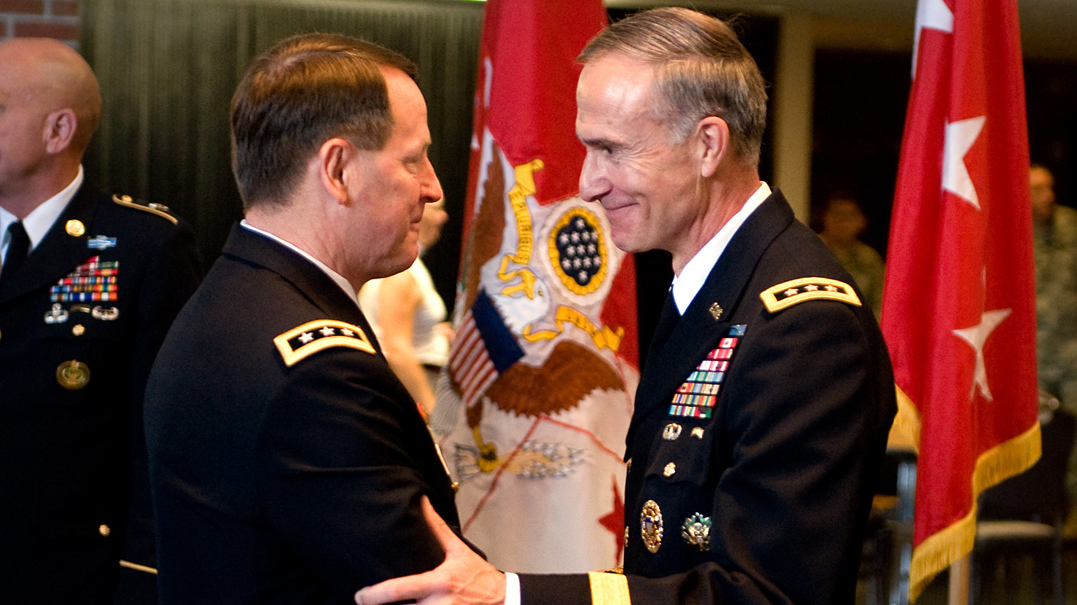
الرقيبين السابع و الخمسون و الثامن و الخمسون، إل تي جي هاغنبيك (إل) و إل تي جي هانتوون (أر)

يعني منصب الرقيب بالأكاديمية العسكرية الأمريكية، تولي قيادة الأكاديمية. أي أنه يعادل منصب الرئيس بالجامعات المدنية، بيد أن الرقيب يملك صالحيات أكثر من نظيره بالجامعات المدنية، هذه الصالحيات فيما يتعلق بالحياة اليومية للمتدربين. منذ عام 1812 كل من عُين بهذا المنصب كانوا من خريجي الأكاديمية، رغم أن هذا لم يكن شرطا لشغل هذا المنصب على الأطلاق.
في السنوات الأخيرة كان منصب الرقيب أو القائد بالأكاديمية عادة ما يشغله فريق أول. فالرقيب الحالي للأكاديمية هو الفريق أول روبرت لويس كاسلن الأبن، وقد تولى القيادة في السابع عشر من يوليو 2013. وهو القائد السبعون للأكاديمية وللمتدربين والطلاب بها. فالأكاديمية بمثابة وحدة تقارير مباشرةً، أي أن الرقيب بالأكاديمية يقوم بمراسلة رئيس الأركان بالجيش الأميريكي مباشرةً (CSA) 
يوجد أيضا بالأكاديمية منصبين أخرين يتولاهما عادة الحاصلين على رتبة ضابط عام. وعلى هذا الأساس يتولى العميد جون تومسون منصب قائد المتدربين، كما يتولى العميد تيموثي ترينور منصب عميد المجلس الأكاديمي. يوجد بالأكاديمية العسكرية الأمريكية ثلاثة عشر قسم أكاديمي، لكل منها رئيس حاصل على رتبة عقيد. ويشكل رؤساء هذه الأقسام بدورهم المجلس الأكاديمي للأكاديمية. ويطلق على هؤلاء الضباط السالف ذكرهم لقب «أساتذة الأكاديمية العسكرية الأمريكية.»  تشرف الأكاديمية كذلك على مجلس الزوار المعروف بـ (BOV). ويضم مجلس الزوار هذا؛ لجنة من أعضاء مجلس الشيوخ، وممثلين عن الكونغرس، وآخرين معينين من قِبل الرئاسة عليهم «التحقيق في المعنويات والانضباط، والمناهج الدراسية، والتعليم، والمعدات المادية، والشؤون المالية، والأساليب الأكاديمية، وغيرها من المسائل المتعلقة بالأكاديمية التي يقرر مجلس الإدارة للنظر فيها.» وفي الوقت الراهن يرأس مجلس الزوار جون شيمكس، عضو بالكونغرس، ويتألف المجلس من ثلاثة من أعضاء مجلس الشيوخ، وخمسة أعضاء من الكونغرس، وستة معينين من قِبل الرئاسة.

### شروط القبول بالأكاديمية
يُشترط ألا يقل عم المتقدم عن 17 عاما ولا يزيد عن 23 عاما، وأن يكون غير متزوج، وألا يكون ملتزم قانونيا برعاية طفل. وأن يكون حاصلا على الثانوية العامة و\أو شهادة جامعية سابقة لأنضمامه للأكاديمية، كما أن عليه اجتياز امتحان للتأكد من مطابقته للمعايير المطلوبة. فقد كان مجال الرمي الربيعي بامتحان قياس مهارات المتقدمين القديم 1100_1360 ورغم ذلك إحتل 68% من إجمالي المتقدمين مركز أفضل خمس طلاب من بين صفهم بالثانوية العامة.
لكي يتم قبول المتقدم؛ عليه اجتياز اختبار تقييم اللياقة البدنية  ، وكذلك إجراء فحص بدني كامل. أكثر من ستون طالبا متدربا يدرس الآن بالأكاديمية العسكرية الأمريكية على حساب الدول الراعية لهم، مع مساعدات دراسية تًحدد وفقا للناتج القومي لبلادهم. نذكر من بين المتدربين الأجانب متدرب فليبيني سمح له قانون اللوائح الفيدرالي بالأنضمام للأكاديمية بعدما رشحه رئيس الفلبين.
عملية التقديم الفعلي للالتحاق بالأكاديمية تتكون من مطلبين رئيسين: على من يرغب في الألتحاق بالأكاديمية تقديم طلبا بذلك، وإلحاق كُلٍ على حدة بطاقة ترشيح تخصه. غالبية المتقدمين يتم ترشيحهم من قِبل ممثل الولايات المتحدة أو عضو مجلس الشيوخ لديهم. والبعض يرشحهم نائب رئيس الولايات المتحدة وأحيانا الرئيس ذاته.
و لكن لا يعني هذا أن عملية الترشيح سياسية. فالمتقدمين لا يمكنهم معرفة أعضاء الكونغرس ممن قاموا بترشيحهم. حيث يقوم المتقدمين بإرسال مقالات وخطابات توصية. ثُم يخضع المتقدمين لأداء مقابلة رسمية. لذا يمكن القول بأن القبول بالويست بوينت عملية انتقائية؛ على أساسها قُبل 12.75% ممن تقدموا لصف العام الميلادي 2012، وهم من قُدِروا بـ 1292 متقدم.
يحدث أن بعض المتقدمين تكن لديهم خبرة سابقة بالدراسة بالجامعة، لكن هذا لن يغير من مصيرهم داخل الأكاديمية في شئ، حيث يقيد المقبولين ممن يحملون شهادات جامعية عند دخولهم الأكاديمية بوصفهم طلاب متدربين بالصف الرابع، وعليه يخضعون للبرنامج التدريبي للصف الرابع كاملا. وفي حالة وجود متقدمين غير لائقين ولم يتم اختيارهم، تقوم الأكاديمية بتقديم عرض لهم تدعوهم للأنضمام إلى مدرسة الاكاديمية العسكرية الأمريكية الأعدادية. وبعد تخرجهم من هذه المدرسة يتم تعيينهم بالأكاديمية العسكرية وذلك حين تسلمهم توصية من رئيس المدرسة الأكاديمية الأعدادية، وبناءا على هذه التوصية يخضعون لشروط القبول الطبية.
كما تقدم جمعية خريجي الويست بوينت منح دراسية لتشجيع المتقدمين اللائقين لكن لم يتم اختيارهم للقبول بالأكاديمية. تغطي هذه المنح نحو 7000 دولار أمريكي للجامعات المدنية؛ وعلى الطلاب الحاصلين على المنح الأستفادة بها شريطة ان يتم تقييدهم وحضورهم إلى الأكاديمية بعد مرور عام. هؤلاء لا يكون إلزاما عليهم الدفع مرة أخرى للجمعية.فيقدم معهد نيو ميكسيكو العسكري ، ومعهد ماريون العسكري ، وكلية فالي فورج العسكرية، ومدرسة جرايستون الأعدادية بجامعة شرايذر‘ بكيرفيل، بولاية تكساس، برامج تدريبية يدرسها الطلاب بالمنح الدراسية التي تقدمها جمعية الخريجيين، وذلك قبل تقدُمهم لطلب الألتحاق بالويست بوينت.

## المناهج الدراسية

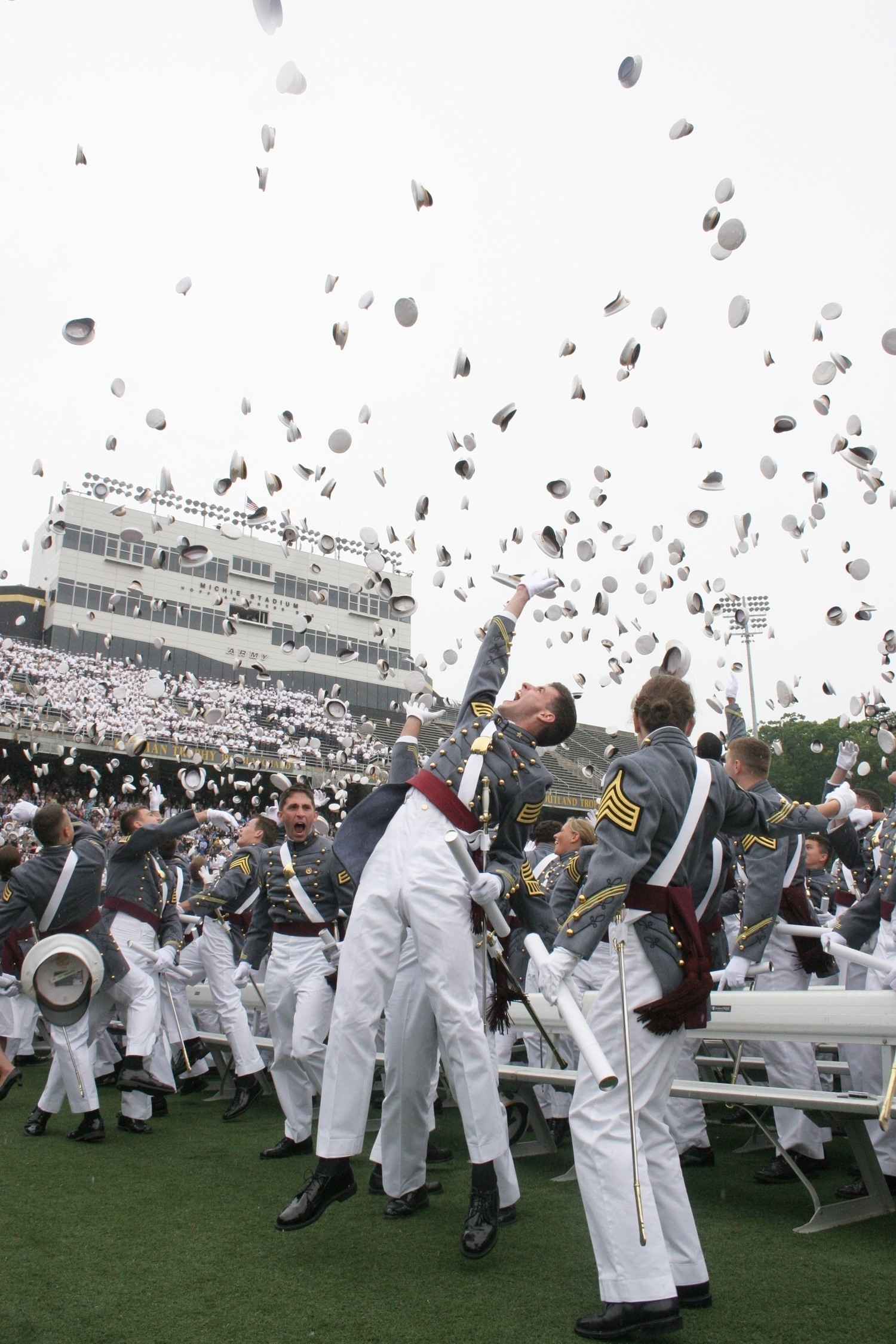
دفعة 2008 يقذفون قبعاتهم إحتفالا بتخرجهم

الويست بوينت كُلية داخلية، متوسطة الحجم، تمنح شهادة البكالوريا العليا، ومدة الدراسة بها أربع سنوات هي برنامج الأكاديمية للحصول على البكالوريوس تُدرَس خلال هذه السنوات توجيهات في الأداب والعلوم والمهن المختلفة، وليس بها برنامج للدراسات العليا. ويوجد بالأكاديمية خمسة وأربعون تخصص أكاديمي، الأكثر شعبية من بينهم تمثلها؛ اللغات الأجنبية، ونظم المعلومات الإدارية، والتاريخ، والأقتصاد، و الهندسة الميكانيكية. و قد قامت لجنة الولايات الوسطى للتعليم العالي باعتماد الويست بوينت. و يشكل الضباط العسكريون 75% بالكلية، بينما يشكل الأساتذة المدنيون 25% الباقية.
الرتبة التي يحصل عليها المتدرب، التي تحدد فرع الجيش الذي ينتمي إليه وتحدد واجبه الوطني بعد تخرجه\ها، يتم منحها وفقا للمزيج الآتي: الأداء الأكاديمي 55%، و أداء القيادة العسكرية 30%، و اللياقة البدنية والأداء الرياضي 15%.

### الأساتذة ونظام التدريس
يشكل نظام التدريس بالأكاديمية جزاءا من نظام ثاير، النظام الذي أقره سيلفانس ثاير وقت توليه منصب قائد ورئيس الأكاديمية. هذا النظام التعليمي يلزم الصفوف الصغيرة بواجبات منزلية، و يحاول جهدا جعل الطلاب مسئولون بشكل جدي عن تعليم أنفسهم؛ إذ يجب على الطلاب تحضير واجباتهم قبل حضور الصف لتتم المناقشة بشكل تعاوني داخل الصف.
يتكون البرنامج الأكاديمي من واحد وثلاثون مادة علمية متوازنة بين الأداب والعلوم. و تعمل الأكاديمية بنظام الفصل الدراسي؛ فيكون الفصل الأول وقت الخريف، بينما يوافق الفصل الثاني الربيع. و رغم أن الطلاب المتدربين يختاروا تخصصاتهم بخريف العام الثاني، يظل الجميع يدرسون المواد العلمية عينها حتي بداية العام الثالث. و تتضمن هذه الدورة التعليمية التي يدرسها جميع الطلاب الآتي: الرياضيات، و تكنولوجيا المعلومات، و الكيمياء، و الفيزياء، و الهندسة، و التاريخ، و الجغرافيا الطبيعية، و الفلسفة، و القيادة وعلم النفس العام، و تكوين الإنجليزية وآدابها، و اللغة الأجنبية، و العلوم السياسية، و العلاقات الدولية، و الأقتصاد، و القانون الدستوري. و يُسمح للطلاب الذين يتمتعون بمستوى متقدم عدم حضور صفوف التدريب بالمستوى الأساسي، و يمكنهم أخذ دورات متقدمة بوصفهم طلاب جدد أو طلاب بالمرحلة الثانية. إضافة إلى ذلك، بغض النظر عن نوع التخصص، يحصل جميع الطلاب علي درجة البكالوريوس في العلوم.

### القوات المسلحة

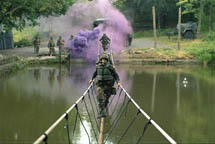
الطلاب المتدربين يعبرون جسر من الحبال خلال التدريب الصيفي

يُقلَد جميع المتدربين رتبة ملازم ثانٍ فور تخرجهم، لذا فالتعليم العسكري يتداخل معه بعض من التعليم الأكاديمي. و تقع مسئولية التدريب العسكري وتدريب ضبط النفس تحت نطاق مسئوليات مكتب قائد ورئيس الأكاديمية. . الطلاب الجُدد والطلاب المتدربين بداية من الصف الرابع ممن أشارنا إليهم في السابق، متدربين جُدد ينضموا للأكاديمية في يوم يعرف بيوم الأستقبال،  الأمر الذي جعل بدأ التدريب الأساسي (CBT) لهؤلاء الطلاب يُعرَف بين العامة بتدريب أشباح الثكنات أو تدريب الأشباح فحسب. معظم الطلاب المتدربين يرون مرحلة التدريب الأساسي، الوحش، أصعب مرحلة يمرون بها بالأكاديمية نظرا لأنها المرحلة التي تعقب تحولهم من الحياة المدنية إلى الحياة العسكرية. و في صيفهم الثاني بالأكاديمية يخضع الطلاب للتدريب الميداني (CFT) بمخيم باكنر الواقع بالقرب من الأكاديمية، يخضع الطلاب في هذا النوع من التدريب لممارسة مهارات عسكرية وكذا ميدانية متقدمة. و خلال الصيف الثالث للطلاب بالأكاديمية يقومون بالخدمة كمعلمين ومدرشدين للتدريب الأساسي والتدريب الميداني. أما الطلاب على وشك التخرج، يقضون شهر تدريب بمخيم باكنر للتدريب على المواقف التكتيكية الحديثة التي سيتعرضون لها حال كونهم قادة فصائل بالجيش. يحظى المتدربين كذلك خلال صيفهم الثاني، و الثالث، و الرابع، بالأكاديمية بإمكانية الخدمة بإحدي فرق الجيش النشطة، و المدراس العسكرية حول العالم. تضم هذه المدراس؛ مرسة إيربورن، و مدرسة إير أسولووت، و مدرسة سابر، و مدرسة باث فايندر... إلخ
ضباط الخدمة الفعلية الحاصلين على رتبة نقيب أو رائد ويخدمون بمنصب ضباط سرايا المشاة التكتيكية ويطلق عليهم اسم ضباط التاك. و دور ضابط التاك هو تعليم وتدريب و توجيه الطلاب المتدربين معايير النظام والأنضباط اللائقة ومن ثَم فعلى ضابط التاك أن يكون خير قدوة لذلك. لكل سرية ضابط تاك يدربها، يعينه في ذلك ضابطا غير مُقلَد برتية عسكرية، يُعرَف بضابط التاك غير المُقلَد برتبة.
قسم التعليم العسكري هو القسم المسئول عن تدريس جميع الفنون القتالية وكذا العلوم العسكرية، كما أنه مسئول عن وضع خطة التدريب الصيفي للطلاب وتنفيذها. لذلك يوجد داخل هذا القسم ممثل عن كل فرع من فروع الجيش. يقوم كل ممثل بمناصرة الفرع الذي ينوب عنه، و يقييم صلات مع الطلاب المتدربين لتحديد اختياراته من بينهم لضمهم للفرع الخاص به؛ أي ان الممثلين عن الفروع يخدمون كضباط ارتباط.

### التدريب البدني

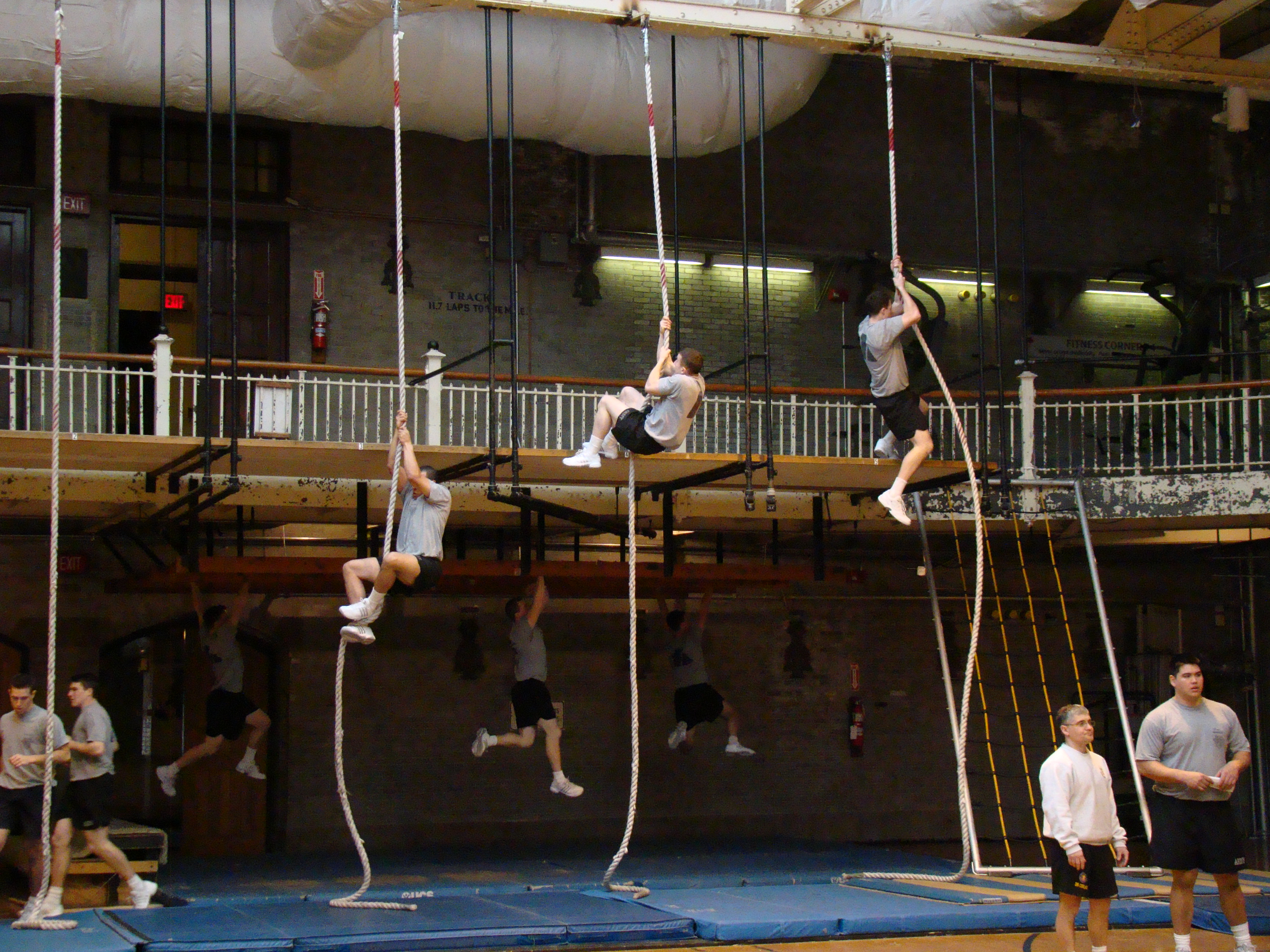
دورة الحواجز الداخلية

قسم التدريب البدني هو القسم المسئول عن إدارة البرنامج الرياضي، الذي يضم صفوف التدريب والـتأهيل البدني، و اختبار اللياقة البدنية، و الألعاب الرياضية التنافسية. يحمل رئيس هذا القسم لقب «زعيم حمل السيف» و يرجع ذلك للقرن التاسع عشر حينما أصبحت السيِّافة (فن استعمال السيف والبراعة في المبارزة به) جزاءا من المنهج الدراسي بالأكاديمية.
يُفرَض على جميع الطلاب مقرر من الدورات التدريبية في اللياقة البدنية؛ مثل الحركات العسكرية (جمباز تطبيقي)، و الملاكمة (للرجال)، و فنون الدفاع عن النفس (للنساء)، و السباحة، و الفنون القتالية المتقدمة بدأ تدريسها عام 2009. كما توجد صفوف أنشطة بدنية اختيارية مثل التنفس تحت الماء، و تسلق الصخور، و اللياقة البدنية الهوائية.
مثلهم مثل جميع جنود الجيش، على الطلاب المتدربين اجتياز امتحان اللياقة البدنية بالجيش مرتين كل عام. إضافة إلى ذلك على الطلاب المتدربين اجتياز امتحان دورة الحواجز الداخلية الذي يشرف عليه قسم التدريب البدني ويقييمه بهايز جمنازيوم (صالة رياضية) منذ عام 1944.
منذ تولي دوغلاس ماكارثر منصب قائد الأكاديمية، أصبح إلزاما على كل متدرب المشاركة في أنشطة رياضية بين الكليات، أو نادي رياضي، أو رياضات جماعية وذلك كل نصف عام دراسي.

### التدريب الأخلاقي

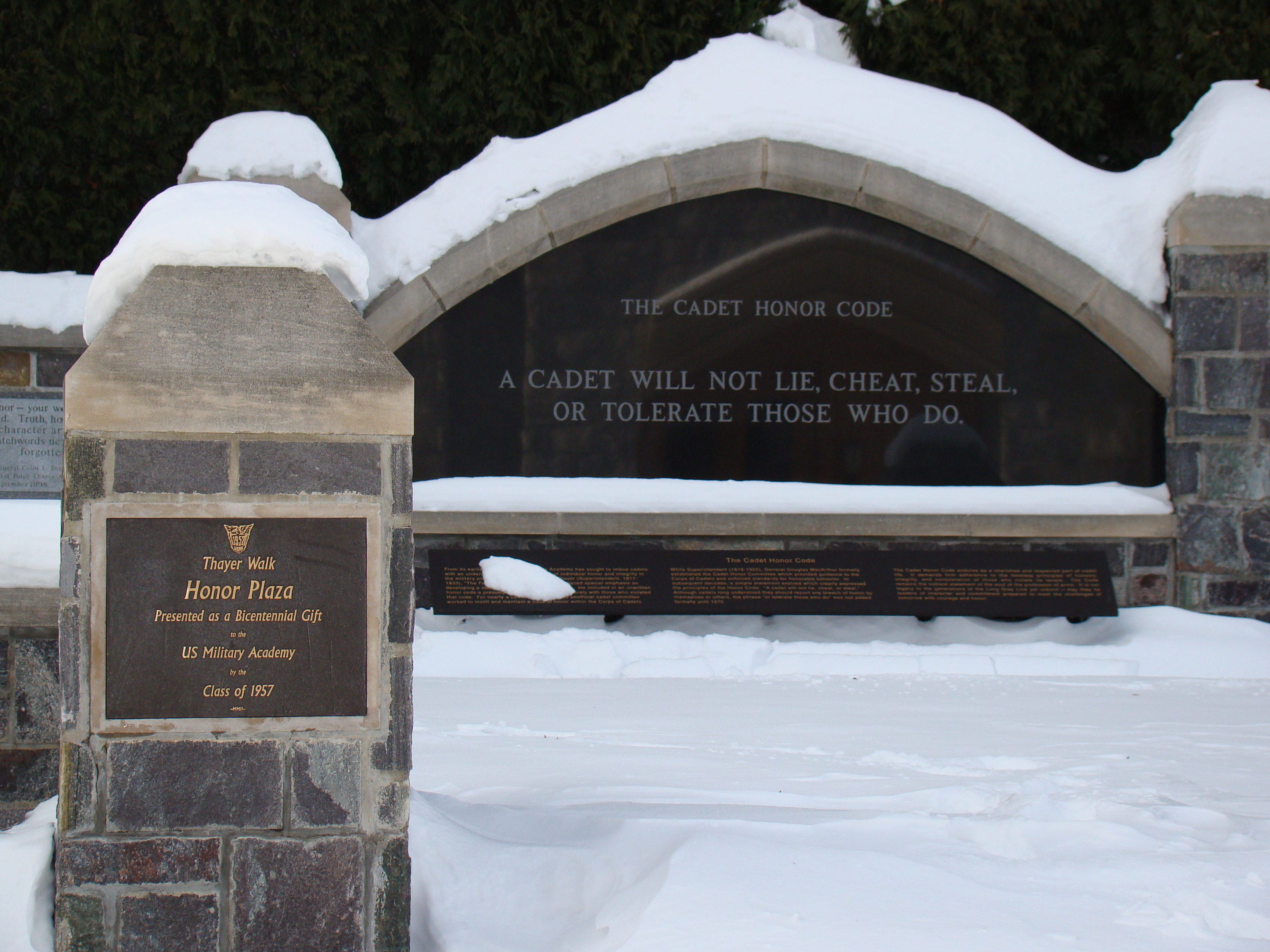
النُصُب التذكاري لصف 1957 و قد نقش عليه ميثاق شرف الأكاديمية

يتمكن الطلاب من ضبط النفس وتتحسن أخلاقهم من خلال خبرتهم في العيش كليا تحت مظلة ميثاق الشرف وبرامج القيادة الرسمية شديدة الأنضباط داخل الأكاديمية. يتمضن ذلك توجيهات عن قيم المهن العسكرية عن طريق تعليم أخلاقيات العسكرية المهنية (PME2)، و برامج التطوع الدينية، و التفاعل مع أعضاء هيئة التدريس والنماذج الجيدة بالأكاديمية، و برنامج مكثف يحضره ضيف يتحدث إلى الطلاب. و نجد أساس ميثاق شرف الويست بوينت مجسدا بشعار الأكاديمية؛ «الواجب، الشرف، الوطن.» 
ينص ميثاق شرف الويست بوينت على أنه لا يجدُر بطالب الأكاديمية أن يكذب، أو يغش، أو يسرق، أو يسامح من يفعل ذلك. و في حال قيام أحد الطلاب بانتهاك هذا الميثاق يتم تحويله إلى لجنة للتحقيق معه. فإذا أقرت هيئة المحلفين أن الطالب مذنبا، تقع عليه عقوبات وخيمة كأن يقوم بإعادة عام دراسي كامل، أو يتم فصله نهائيا من الأكاديمية. كما طبَّق الطلاب أيضا عقوبة غير رسمية عُرِفت بالصمت أو التجاهل، تعني عدم التحدث إلى الطلاب المتهمين بانتهاك ميثاق شرف الأكاديمية لكن العمل بهذه العقوبة تم إيقافه عام 1973 بعد التدقيق وطني. و يُذكر أن عام 1976 شهد قيام 151 طالب بالصف الثالث بانتهاك ميثاق شرف الأكاديمية بالغش أثناء الأمتحانات.

## حياة الطلاب المتدربين داخل الأكاديمية

### الرتب وتنظيم الفليقيات

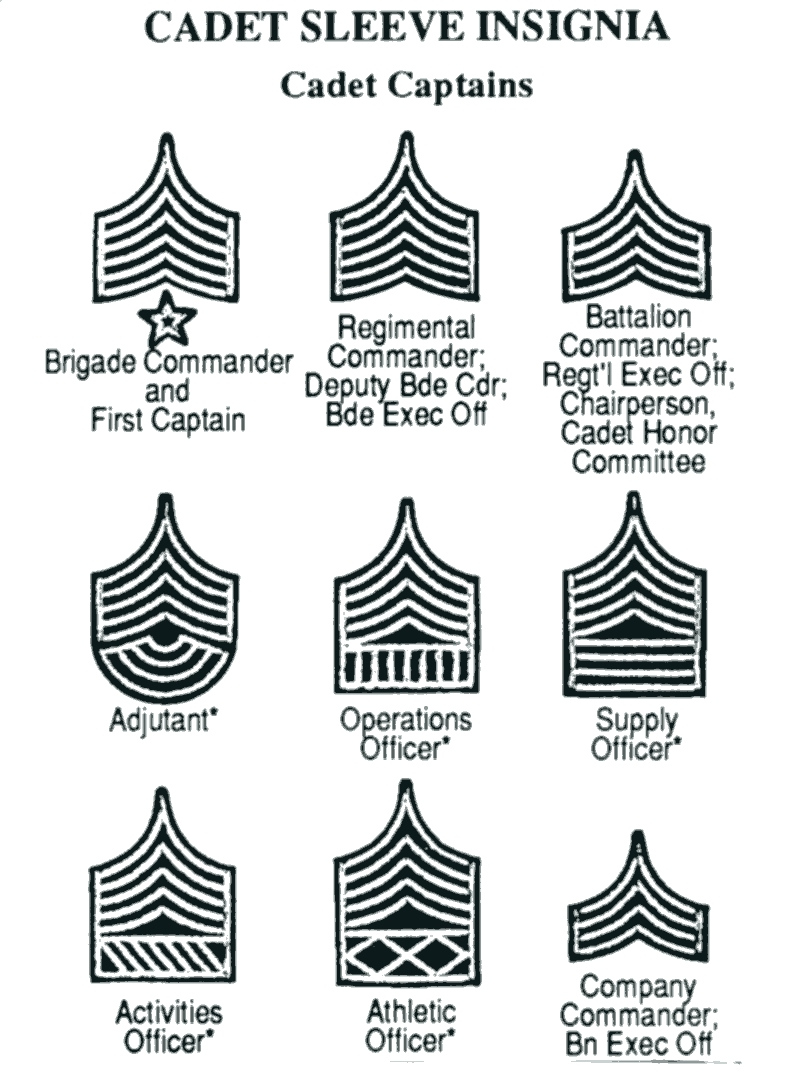
شارة أكمام زي حاملي رتبة النقيب

لا يطلق على الطلاب المتدربين بالأكاديمية مسميات مثل؛ طلاب الصف الأول، أو طلاب الصف الثاني، أو طلاب الصف الثالث، أو طلاب الصف الرابع. لكن يُطلق عليهم طلاب الدفعة الرابعة، و طلاب الدفعة الثالثة، و طلاب الدفعة الثانية، و طلاب الدفعة الأولى. و يطلق العامة على طلاب الصف الأول بليب plebe (طالب بالصف الأول بكلية عسكرية أو بحرية)، و طلاب الصف الثاني يوكس أو حَوليّ (yearlings or yuks)، و طلاب الصف الثالث كاوز (cows)، و طلاب الصف الرابع فريستيس (firsties). بعض مسمسات الصفوف معروف أصولها والبعض الآخر غير معروف أصولها. البليبيانز plebeians هم من أحتلوا الطبقة الدنيا بالمجتمع الروماني القديم، و كلمة yearlings كناية عن حيوان يبلغ من العمر عاما واحد. أما أصل كلمة cow غير معروف مقصده حيث توجد نظريات عده تناقش أصل هذا المصطلح. و لعل أقرب هذه النظريات وأنسبها للأستخدام في هذا السياق أن الطلاب بالأكاديمية لم يحصلوا على أجازة صيفية طولية إلا بعد انقضاء عامهم الثاني المعروف باليرلنج يير. لذلك لدى عودتهم من هذه الأجازة يُرحَب بهم بوصفهم «الأبقار العائدة إلى ديارها.»
نُظمَت فليقيات الطلاب المتدربين في شكل لواء. و يُعرَف قائد اللواء بالنقيب. و يُقسَم اللواء إلى أربعة أفواج. كل فوج يحتوي على ثلاث كتائب، و كل كتيبة تتكون من ثلاث فرق. و يُرمَز للكتائب بالحروف من A إلى I و رقم يوضح الفوج التي تنتمي إليه. على سبيل المثال يوجد أربعة كتائب A هم A1، و A2، و A3، و A4. يشغل طلاب الدفعة الأولى المناصب القيادية داخل اللواء بداية من منصب النقيب (قائد اللواء) و صولا إلى مناصب مثل قيادة فصيل داخل كتيبة. و تقل مسئولية القيادة بتتدرج الصفوف، إذ تقل بالدفعات الأدنى. فيحمل طلاب الصف الثاني رتبة رقيب، و يحمل طلاب الصف الثالث رتبة عريف، و يحمل طلاب الصف الرابع رتبة عسكري.

### حياة فليقيات الطلاب المتدربين

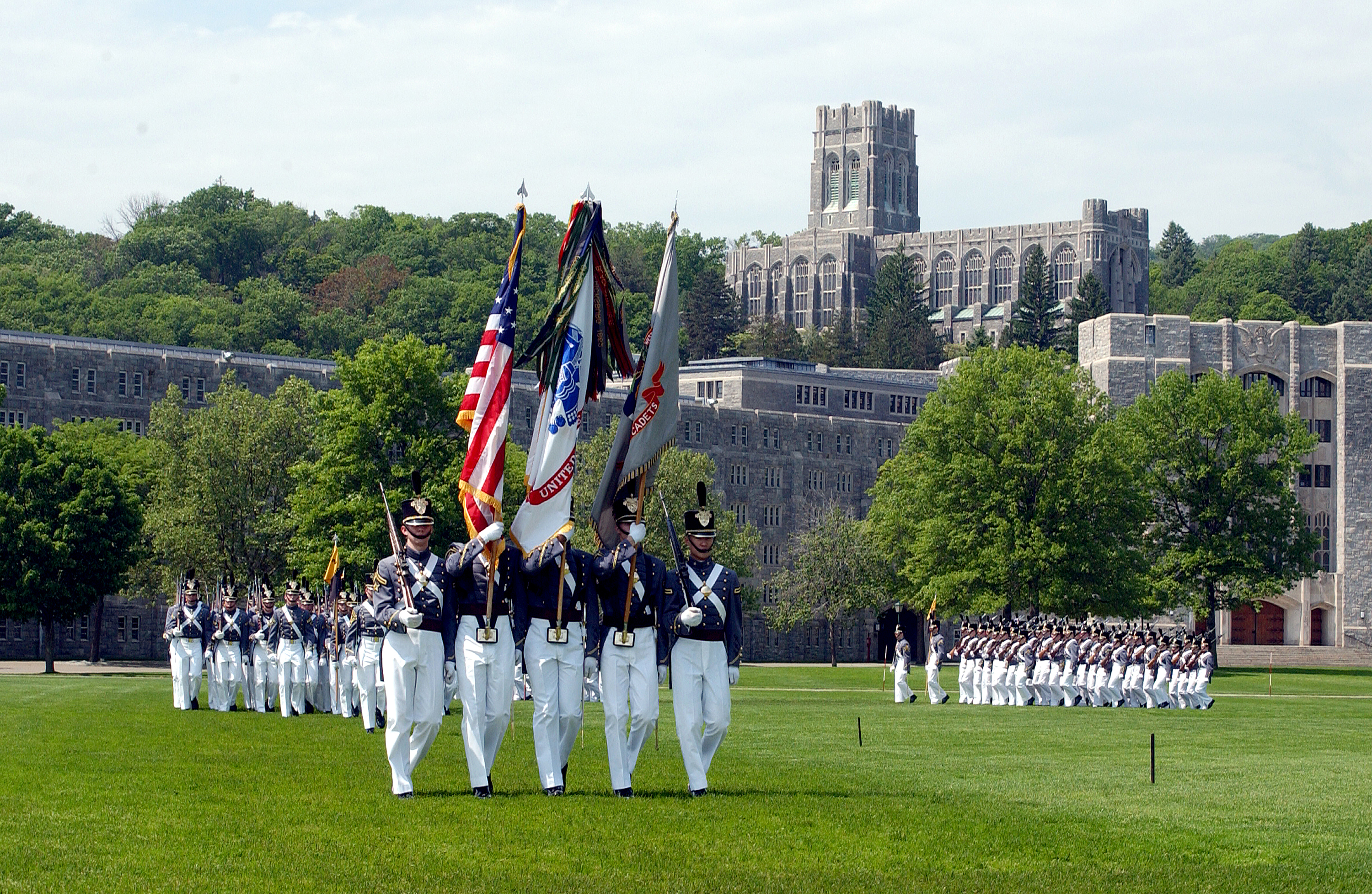
المتدربين يحملون الرايات في مقدمة موكب يحرسونه

تستقبل الاكاديمية طلابا من 50 ولاية مختلفة ويرجع ذلك إلى عملية ترشيح الكونغرس للطلاب السالف ذكرها. فيأتي الطلاب من بويرتو ريكو، و مقاطعة كولومبيا، و جزر ماريانا، وغوام، و أمريكان ساموا، و جزر يو إس فيرجين. و تقوم الأكاديمية بعمل برامج تبادل طلابي دولية يصل عدد الطلاب الوافدين بها إلى 60 طالب يخضعون لنظام السنوات الدراسية الأربع الخاص بالأكاديمية بوصفهم أعضاء بالفليقيات الخاصة بالطلاب المتدربين. جميع المتدربين بالأكاديمية العسكرية بالولايات المتحدة من الوافدين ليس لهم أية علاقة بأية شبهة جنائية، و قد قام الجيش بتسديد رسوم التعليم والأقامة بدلا عنهم، و في المقابل على كل متدرب الألتزام بالخدمة الفعلية بالجيش لمدة خمس سنوات وثلاث سنوات احتياطية بعد التخرج. بالأضافة إلى راتب صغير تدفعه الأكاديمية للمتدربين، يتسلم المتدربين الوجبات بقاعات الطعام، كما يمكنهم الأتصال بالانترنت واستخدام الهاتف داخل ثكناتهم. و قد بلغ عدد الطلاب المتدربين في العام الدراسي 2007-2008، 4487 طالب متدرب. و قد بلغت نسبة الإناث من بينهم 15.1% . كما قام 92% من إجمالي عدد الطلاب المقبولين بإعادة تسجيل أنفسهم لعام آخر، حيث بلغ معدل خريجي نظام السنوات الأربع نسبة 81% في حين بلغ معدل الست سنوات 80%.